# Vodni drsalci
Vodni drsalci (znanstveno ime Gerridae) so družina stenic iz sorodstva drsalcev, ki je znana predvsem po tem, da njeni predstavniki preživijo večino življenja na vodni gladini. Družino sestavlja okrog 500 danes živečih opisanih vrst, ki jih združujemo v 60 rodov, te pa v osem poddružin.

## Telesne značilnosti
Predstavniki merijo v dolžino od 1,6 mm (drobni predstavniki rodu Rheumatobates) do 36 mm. Prav tako je raznolika oblika njihovega telesa, ki je lahko zelo podolgovata ali skoraj povsem kroglasta, vsi pa imajo značilno dolge noge (le prvi par je kratek in čokat). Njihovo telo in noge so povsem prekriti s krajšimi ali daljšimi dlačicami. Glava je pogosto podaljšana v kljunec. Kot pri nekaterih drugih skupinah stenic (npr. šuštarjih), se tudi pri vodnih drsalcih pojavlja različna razvitost kril. Večinoma sestavljajo populacijo osebki z nepopolno razvitimi ali nerazvitimi krili, del pa ima polno razvita krila. Variabilna je tudi dolžina zadka.

## Ekologija
Predstavniki so plenilski, prehranjujejo se z žuželkami, mehkužci in drugimi majhnimi organizmi, ki jih lovijo na vodni gladini ali tik pod njo z močnimi sprednjimi nogami, ki se končujejo s krempeljcem. Za stanje na vodni gladini izkoriščajo površinsko napetost vode. To jim omogoča množica drobnih dlačic, ki poraščajo njihove noge in trup. Posledica natančne geometrične razporeditve dlačic je, da se poveča koeficient površinske napetosti, s tem pa tudi sila, s katero lahko posamezna noga pritiska na gladino ne da bi se potopila. Funkcijo dlačic dopolnjuje hidrofoben vosek, ki prekriva njihov zunanji skelet.
Naprej se premikajo na podoben način kot veslač v čolnu. Prvi in zadnji par nog žuželke delujeta kot stabilizatorja, s srednjim parom pa se odrivajo od zadnjega roba vdolbine, ki nastane zaradi pritiskanja noge na gladino.
Pet vrst iz rodu Halobates namesto sladkih voda poseljuje odprte oceane. To so edini predstavniki žuželk, ki uspevajo v tem habitatu. Za Slovenijo je znanih okrog 10 vrst vodnih drsalcev, med katerimi so najpogostejši jezerski drsalec (Gerris lacustris), rumenoprsa drsalca (G. thoracicus in G. costai) ter rečni drsalec (G. najas).